# Район Цінпу
Цінпу (кит.: 青浦区; трад. китайська: 青浦區) — район Шанхая, КНР. Площа району 675,54 км², населення 460.000 чол.(2003)

## Географія
Район розташований на заході муніципалітету Шанхай. Площа району —- 675,54 км². На заході район межує з провінціями Цзянсу і Чженцзян, на сході межує з районами Міньхан і Сунцзян. На півночі межує з районом Цзядін, а на півдні з районом Цзіньшань. На території району розташовано єдине прісноводне озеро Шанхая — Даншань, звідки бере свій початок річка Хуанпу.
| Китай | Це незавершена стаття з географії КНР. Ви можете допомогти проєкту, виправивши або дописавши її. |

1. ↑  国务院第七次全国人口普查领导小组办公室 中国人口普查分县资料—2020 — 北京市: 中国统计出版社, 2022. — 983 с. — ISBN 978-7-5037-9772-9